# Hakari
L'Hakari (azéri : Həkəri , arménien : Հագարի) est un cours d'eau, affluent en rive gauche de l'Araxe et s'écoulant au Haut-Karabagh, en Azerbaïdjan.
L'Hakari prend sa source dans les montagnes du Petit Caucase. Son cours mesure 128 km. Le dénivelé entre la source et l'embouchure est de 2812 m. La superficie du bassin versant est de 2970 km² ou 2570 km². L'altitude moyenne du bassin est de 2190 m.
Son plus grand affluent est le Vorotan (Bazarchay en Azerbaïdjan) sur la rive droite de son cours inférieur. Pendant la période soviétique, elle est considérée comme un affluent gauche de celui-ci.
La rivière traverse les raïons azerbaïdjanais de Latchine, de Qubadli et de Zangilan. Sur quelques kilomètres au niveau de Latchine, l'Hakari sert de frontière avec l'Arménie. Les localités le long de sa vallée sont principalement Aganli (rive gauche), Alibayli (rive droite), Mamedbayli (rive gauche) et Yenikend (rive droite). 
L'eau de la rivière est utilisée pour l'irrigation et la consommation. Des poissons comme la truite et le cisco arctique[réf. nécessaire] sont présents dans l'Hakari.